# Derde Engels-Nederlandse Oorlog

Portret van Michiel de Ruyter door Ferdinand Bol

De Derde Engels-Nederlandse Oorlog was de derde oorlog tussen koninkrijk Engeland en de Republiek der Zeven Verenigde Nederlanden. De oorlog duurde van 1672 tot 1674. De oorlog was een deel van de Hollandse Oorlog.

## Achtergronden
Hoewel Engeland, Nederland en Zweden de Triple Alliantie tegen Frankrijk hadden gesloten in 1668, tekende Karel II van Engeland op persoonlijke titel het geheime Verdrag van Dover met Frankrijk in 1670. Als gevolg van dit verdrag was Engeland, in ruil voor Franse subsidies aan Karel, gedwongen om Frankrijk te volgen toen het Nederland aanviel in 1672. Overigens was Karels hele politiek erop gericht geweest de verhouding tussen Frankrijk en Nederland te laten verzuren: de anti-Franse alliantie was hij alleen maar aangegaan om de beide bondgenoten uit elkaar te drijven.
Hij verraadde aan Lodewijk XIV dat het Verdrag van Aken een geheime annex bevatte om de Spaanse Nederlanden te steunen, als Frankrijk de Devolutieoorlog niet zou stoppen. Lodewijk was zwaar beledigd en zwoer de Republiek te vernietigen. Karel had in 1667 al een bondgenootschap aan Lodewijk voorgesteld maar daar wilde Lodewijk niet op ingaan zolang de Nederlanders zich aan het militaire assistentieverdrag van 1662 hielden. Met behulp van Karels zuster, de schoonzus van Lodewijk, kwam het Verdrag van Dover tot stand. Zo wilde Karel revanche nemen voor de vernederende nederlaag hem toegebracht door de Tweede Engels-Nederlandse Oorlog, met name de Tocht naar Chatham.
Behalve subsidies zou Karel na een overwinning ook Cadzand, Sluis en Walcheren als kroonbezit verwerven. Ook Karel was zwaar beledigd, bijvoorbeeld vanwege een schilderij ("Verheerlijking van Cornelis de Witt") dat de Hollanders in Dordrecht hadden opgehangen en dat de overwinning van "de tocht" nogmaals er in wreef. Hij liet zijn minister Arlington in samenwerking met de ervaren Downing een "incident" in scene zetten, dat nadien bekend geworden is als het Merlin-incident.

## Invasie
De Duitse staten Münster en Keulen deden ook mee aan de invasie. Franse troepen rukten snel op naar het noorden, lieten Maastricht links liggen, veroverden de Rijnforten, staken eerst de Rijn over en toen de Nederrijn, de Betuwe in. Overijssel gaf zich toen over aan de bisschop van Münster Bernard van Galen die verder oprukte om Groningen te belegeren. De Fransen veroverden zonder slag of stoot Utrecht maar stopten bij de Hollandse Waterlinie, een opzettelijke inundatie om het gewest Holland te beschermen. Het jaar 1672 staat in Nederlandse geschiedenis dan ook bekend als het 'Rampjaar'. Een Nederlands spreekwoord uit de tijd was dan ook Het land was reddeloos, de regenten radeloos en het volk redeloos.
De Staten van Holland vroegen om vredesvoorwaarden. Lodewijk rekte de onderhandelingen, zonder zich veel aan de Engelse belangen gelegen te laten liggen. Zo hoopte hij Holland tot een volledige capitulatie te kunnen dwingen. De militaire catastrofe leidde tot een totale paniek in de Hollandse steden. In de vroedschappen namen de Orangisten de macht over. Aan het Eerste Stadhouderloze Tijdperk kwam een einde en op 4 juli werd Willem III van Oranje-Nassau stadhouder van Holland. Raadpensionaris Johan de Witt legde na een moordaanslag zijn functie neer. Ironisch genoeg voerden de Engelsen dus oorlog tegen hun toekomstige koning Willem III van Engeland. Zowel Frankrijk als Engeland hoopten dat Willem een overeenkomst met hen zou sluiten — het liefst zonder de andere bondgenoot erin te betrekken — en Karel had zijn neef daartoe ook flink financieel gesteund. 
Begin juli zond Karel twee van zijn ministers, Lord Arlington en Buckingham, naar de Republiek. Ze kwamen aan in Den Briel met een gezelschap orangistische ballingen. Eerst reisden ze naar Den Haag en werden daar toegejuicht door een uitzinnige menigte die dacht dat ze steun van Karel kwamen beloven tegen de Fransen. Daarop trokken ze op 5 juli verder naar het hoofdkwartier van het Staatse leger bij Nieuwerbrug. Daar boden ze Willem aan hem Souverein Prins van Holland te maken, dus monarch van een prinsdom Holland, niet groter dan het gewest. In ruil wilden ze enorme geldbetalingen en het recht om in Vlissingen en Den Briel een garnizoen te legeren. Het was een flinke tegenvaller voor de Engelsen die volgens de informele afspraak met de Fransen de zeewegen naar Rotterdam en Amsterdam toegewezen zouden krijgen, dat Willem daar niet aan meewerkte. Lodewijk op zijn beurt onderhandelde met de Hollanders over een aparte vrede, daarbij het gevaar van een Engelse overheersing als dreigmiddel gebruikend. Omdat in de zomer van 1672 de inundaties nog niet diep genoeg waren had hij de Hollandse steden vrij eenvoudig kunnen veroveren, maar hij wilde Karel die dienst niet verlenen.
Willem gaf aan dat hij misschien wel tot een akkoord bereid was als de Engelse gezanten de Franse vredesvoorwaarden wisten te verzachten. Ze probeerden Lodewijk in Zeist te vinden maar die was ondertussen naar het zuiden afgetrokken om de vesting 's-Hertogenbosch te belegeren. Op Kasteel Heeswijk sloten Britten en Fransen het Akkoord van Heeswijk waarin ze elkaar beloofden nooit apart vrede te sluiten. In plaats van mildere eisen te stellen verhardden ze die juist. Zo wilden de Engelsen nu ook Voorne en Goeree hebben.
Op 18 juli zond Karel nog een verzoenende brief aan Willem waarin hij stelde dat hij heel de oorlog begonnen was om zijn neef aan de macht te helpen en dat als de laatste invloed van De Witt verdwenen was, het wel gauw vrede zou worden. Willem trapte daar niet in maar publiceerde de tekst van het schrijven wel op 15 augustus om de bevolking tegen De Witt op te hitsen. Die werd op 20 augustus samen met zijn broer Cornelis de Witt vermoord door een orangistische burgerwacht.

## Zeeslagen

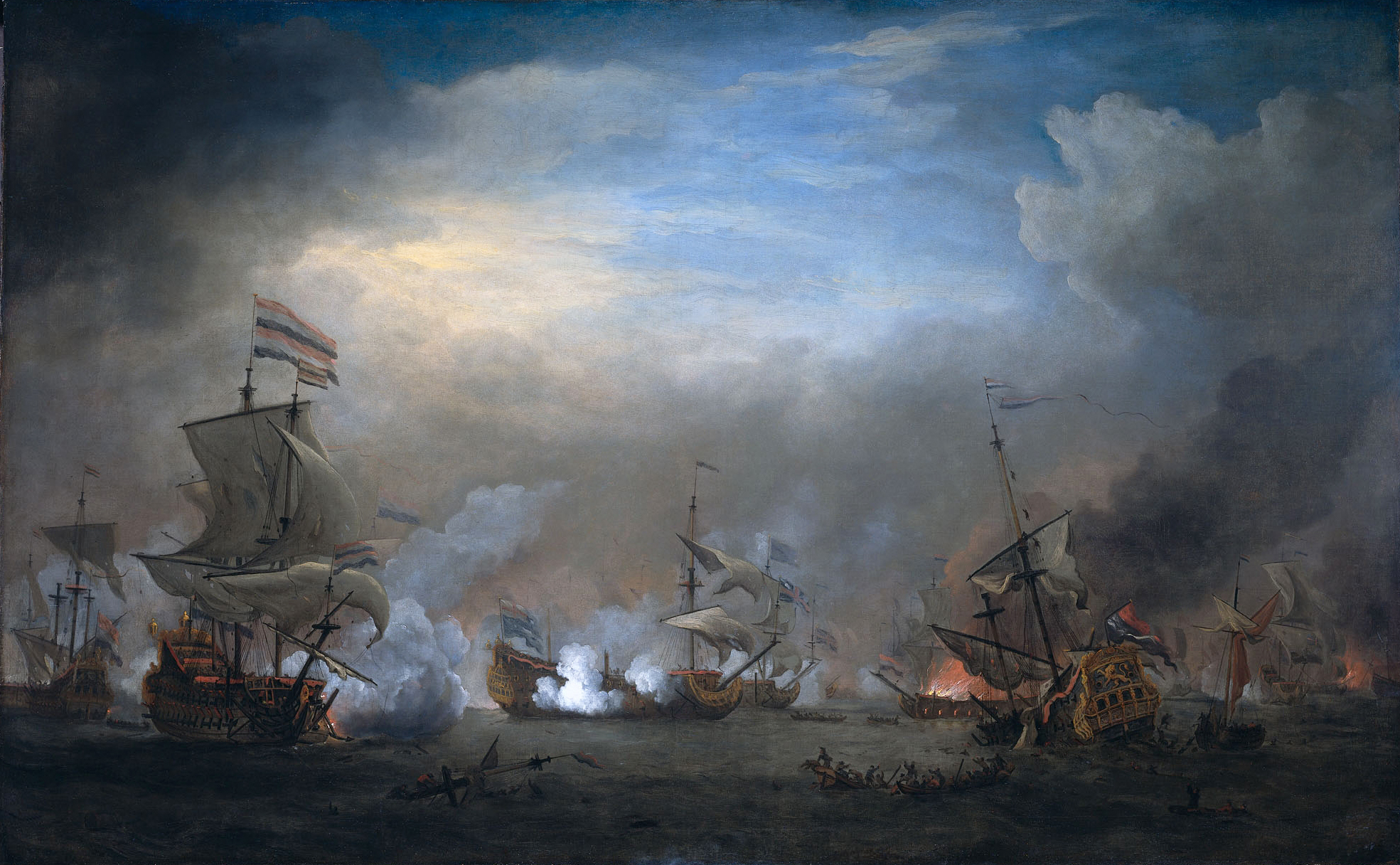
Slag bij Kijkduin (1673), duel tussen Cornelis Tromp en Edward Spragge

De Engels-Franse vloot werd weerstaan door de Nederlandse admiraal Michiel de Ruyter die viermaal, in de Slag bij Solebay (1672), op 7 juni 1673 bij het Schooneveld, op 14 juni 1673 bij het Schooneveld en de Slag bij Kijkduin (1673) zijn tegenstanders zwaar genoeg beschadigde om een poging om Holland of Zeeland vanaf de zee met een landingsleger binnen te vallen te verijdelen. Het lukte de geallieerden evenmin om de Nederlandse havens effectief te blokkeren. Bij al deze zeeslagen was het onderling wantrouwen tussen de Engelsen en Fransen enorm en hun samenwerking erg slecht.
Na 1667 had Engeland zijn verliezen weer goed gemaakt door zeven first rate schepen te bouwen, terwijl de Republiek in die tijd maar drie schepen met meer dan zestig kanonnen liet opleveren, ieder lichter dan de Britse schepen. Anders dan in de vorige oorlog, was er nu geen geld voor grootschalige nieuwbouw: het totale aantal nieuwe oorlogsschepen in 1672-1673 was ook maar drie. Dit weerspiegelt de prioriteit van de landcampagne. Zware schepen waren voor het verdedigen van de ondiepe thuiswateren ook minder geschikt. Overigens zou de Republiek in de jaren tachtig en negentig van de zeventiende eeuw zijn marine weer flink uitbreiden: de maritieme neergang van de Republiek was dus nog niet begonnen.

## De Engelsen geven de oorlog op
Terwijl de Nederlanders een verbond sloten met Spanje, dat tot 1648 zelf oorlog voerde met Nederland (de Tachtigjarige Oorlog), trok Frankrijk zich uit de Republiek terug in 1673. Engeland trok zich vervolgens uit geldgebrek helemaal uit de oorlog terug. Het Engelse parlement had lucht gekregen van het geheime verdrag met de Fransen, waaruit bleek dat Karel, die met het katholicisme sympathiseerde, Frankrijk niet alleen als bondgenoot zag tegen de Republiek, maar ook tegen de groeiende oppositie in zijn eigen land, die vooral van de radicalere anglicaanse kringen uitging.
Ook was men zeer ontevreden over de vaak wat afwachtende houding van de toen nog zwakke Franse vloot; men kreeg de indruk dat de Franse opzet erop gericht was de Engelse vloot door de Nederlandse te laten vernietigen om vervolgens een Hollandse vazalstaat te helpen tot dominante handelsnatie uit te groeien. Daarbij had Engeland door de activiteiten van Nederlandse kapers zo'n 650 koopvaarders verloren en was Nieuw Amsterdam door de Zeeuwen heroverd.